# Serianthes
Serianthes é um género botânico pertencente à família Fabaceae.
1. ↑  «Serianthes — World Flora Online». www.worldfloraonline.org. Consultado em 19 de agosto de 2020